# Paralacydes punctistrigata
Paralacydes punctistrigata là một loài bướm đêm thuộc phân họ Arctiinae, họ Erebidae.